# Marbach LU
| LU ist das Kürzel für den Kanton Luzern in der Schweiz. Es wird verwendet, um Verwechslungen mit anderen Einträgen des Namens Marbach zu vermeiden. |

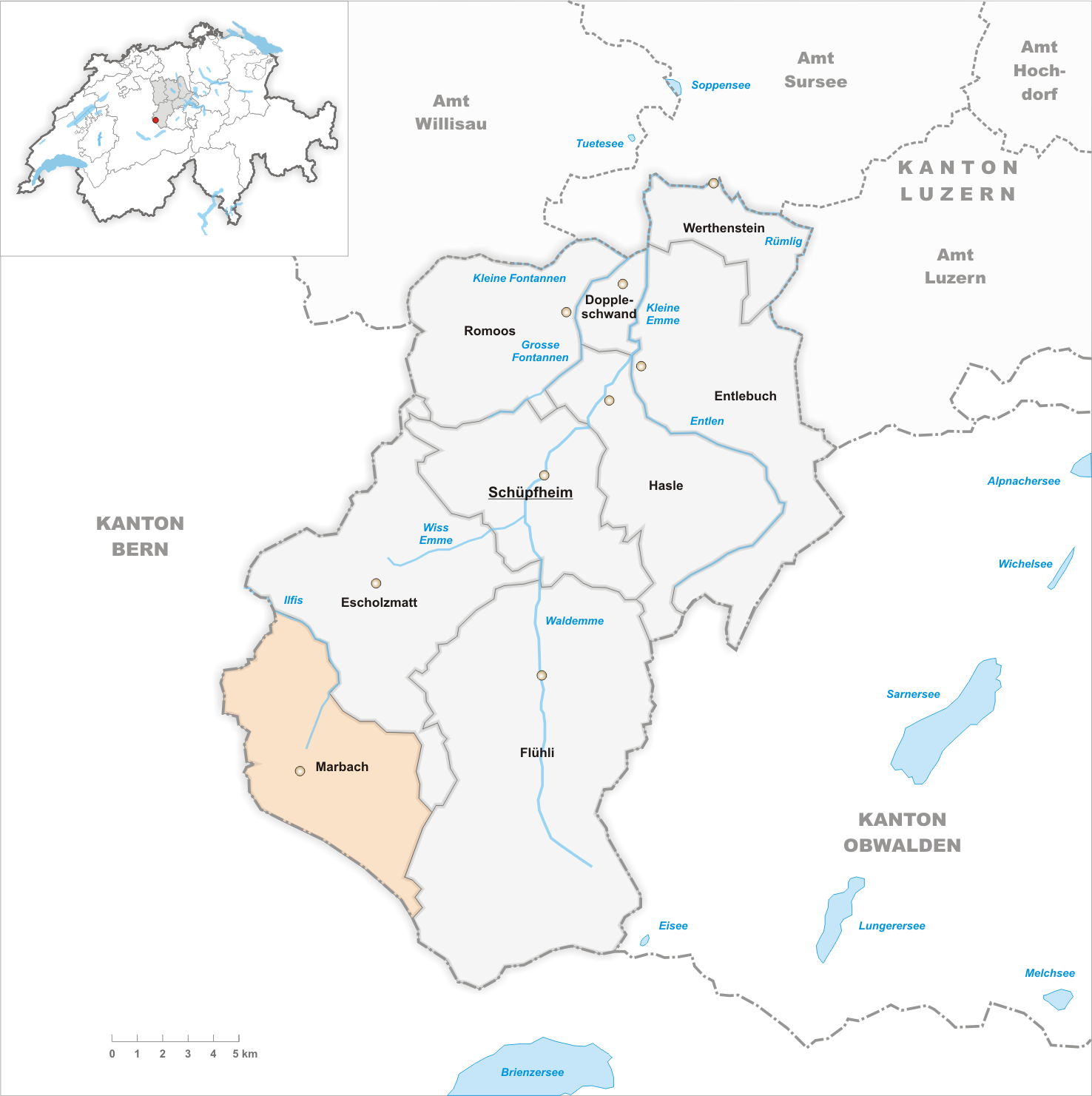
Gemeindestand vor der Fusion am 31. Dezember 2012

Marbach war bis am 31. Dezember 2012 eine politische Gemeinde im Amt Entlebuch des Kantons Luzern in der Schweiz. Am 1. Januar 2013 fusionierte Escholzmatt mit Marbach zur neuen Gemeinde Escholzmatt-Marbach.

## Geographie
Das Dorf Marbach liegt im südlichen Entlebuch im Tal der Ilfis. Zur ehemaligen Gemeinde gehören auch die Ortsteile Schärlig und Marbachegg.
Marbach ist die südwestlichste ehemalige Gemeinde des Kantons Luzern. Die gesamte westliche und südliche ehemalige Gemeindegrenze ist zugleich Kantonsgrenze zwischen Luzern und Bern.
Die ehemalige Gemeinde liegt vollumfänglich im Hügel- und Bergland, und weite Gebiete sind bewaldet.
Der südlichste Punkt der ehemaligen Gemeinde befindet sich beim Gehöft Küblisbühl. Dort fliesst der Bärselbach von rechts in die Emme. Die Ostgrenze geht in nördlicher Richtung dem Grat der Schrattenfluh entlang bis zum Heidenloch (1936 m ü. M.). Die höchsten Gipfel auf diesem Grat sind der Schibegütsc (2037 m ü. M.) und der Hängst (2092 m ü. M.). Wenig nördlich unterhalb des Hängsts liegt die Quelle der Ilfis. Östlich der Hexenschwand vereint sie sich mit dem Hilferebach. Beim Gehöft Büffig am westlichen Ende des Hilferetals fliesst von links der Schonbach in die Hilfere, die von diesem Punkt an wieder Ilfis heisst. Bei Wiggen dreht die Ilfis von Nord nach Nordwest und verlässt kurz vor Kröschenbrunnen die ehemalige Gemeinde. Der Lauf der Ilfis/Hilfere bildet so fast die gesamte Ost- und Nordgrenze der ehemaligen Gemeinde.
Nebst den bereits oben erwähnten Bergen sind die westlichen Ausläufer dieses Grats erwähnenswert; der Lochsiteberg (1484 m ü. M.) beim Ortsteil Marbachegg, die Hürndliegg (1597 m ü. M.) und der Steigrat zwischen Marbach-Dorf und der Ilfis. 
Beim Gehöft Wald in Schangnau entspringt südlich der Kantonsgrenze der Schonbach (früher auch Marbach genannt), der in leicht nordöstlicher Richtung fliesst und in die Ilfis einmündet. Auf seinem Lauf durchquert er das Dorf Marbach, wo von rechts der Steiglebach in ihn einmündet.
Die höchste Erhebung an der westlichen ehemaligen Gemeindegrenze sind der Rämisgummehoger (1301 m ü. M.), der Pfyffer (1315 m ü. M.) und vor allem der Wachthubel (1415 m ü. M.). An dessen Nordhang entspringt der Schärligbach, der – westlich von dieser – parallel zur Ilfis Richtung Norden fliesst. Bevor er westlich von Wiggen in die Ilfis einmündet, nimmt er noch den Churzebach auf.
Durch die zerklüftete Landschaft bedingt, gibt es zahlreiche Ortsteile, Häusergruppen und Einzelgehöfte. Das Dorf Marbach liegt fünf Kilometer südlich von Wiggen an der Schallenbergstrasse (Luzern-Wiggen-Thun). Mittlerweile mit dem Dorf verwachsen sind die Weiler Moos (südwestlich) und Erlenmoos (nordöstlich des Dorfs). Von zwei Ausnahmen abgesehen liegen alle grösseren Siedlungen entlang der Schallenbergstrasse. Nur die Ortsteile Marbachegg – der auf einer Höhe liegt und mit einer Seilbahn mit dem Dorf verbunden ist – und Schärlig (am Schärligbach) bilden die Ausnahmen. Zu Schärlig gehören die Weiler Färberhus und Schärligbad.
Vom gesamten Gemeindeareal sind 47,4 % von Wald und Gehölz bedeckt. 45,3 % werden landwirtschaftlich genutzt, 4,7 % sind unproduktive Fläche und bloss 2,6 % Siedlungsfläche.
Marbach grenzte im Norden an Escholzmatt, im Osten an Flühli und im Süden und Westen an die Gemeinden Schangnau, Trub und Eggiwil im Kanton Bern.

## Bevölkerung
| Bevölkerungsentwicklung | Bevölkerungsentwicklung |
| Jahr                    | Einwohner               |
| ----------------------- | ----------------------- |
| 1780                    | 1085                    |
| 1798                    | 1524                    |
| 1816                    | 1872                    |
| 1837                    | 2004                    |
| 1850                    | 1850                    |
| 1860                    | 1673                    |
| 1870                    | 1766                    |
| 1900                    | 1491                    |
| 1910                    | 1523                    |
| 1980                    | 1160                    |
| 2000                    | 1175                    |
| 2004                    | 1227                    |
| 2010                    | 1189                    |

Zwischen 1780 und 1837 verdoppelte sich die Einwohnerzahl nahezu (1780–1837: + 84,7 %). Danach setzte bis 1980 eine massive Abwanderung ein (1837–1980: − 42,1 %). Nur zweimal konnte diese Entwicklung für kurze Zeit gestoppt werden (1860/1870 und 1900/1910). Seit 1980 pendelt die Bevölkerungszahl um die Marke von 1200 Personen. 

### Sprachen
Die Bevölkerung benutzt als Alltagssprache eine hochalemannische Mundart, die mehr den benachbarten Berner Mundarten verwandt ist als dem Dialekt in der Kantonshauptstadt Luzern. Bei der letzten Volkszählung im Jahr 2000 gaben 97,79 % Deutsch, 0,60 % Portugiesisch und 0,43 % Serbokroatisch als Hauptsprache an.

### Religion
In früheren Zeiten waren alle Bewohner Mitglied der römisch-katholischen Kirche. Die strikte Einhaltung der «Rechtgläubigkeit» wurde wegen der Nachbarschaft zum Kanton Bern häufig von der kirchlichen und weltlichen Obrigkeit überprüft. Durch Zuwanderung besonders aus dem Nachbarkanton Bern hat sich die religiöse Zusammensetzung der Einwohnerschaft merklich verändert. Heute (Stand 2000) gibt es 73,11 % römisch-katholische und 20,26 % evangelisch-reformierte Christen. Daneben findet man noch wenige Konfessionslose und Muslime (1,11 resp. 0,68 %). Trotz der grossen Anzahl von Reformierten müssen diese die reformierte Kirche in Wiggen nutzen, da Marbach über keine evangelische Kirche verfügt. Die Kapelle in Schärlig dient ebenfalls der katholischen Gemeinde zu besonderen Festtagen.
Marbach ist auch ein kleiner Wallfahrtsort, da sich hier die Mariengrotte befindet, die der Jungfrau Maria von Lourdes geweiht ist. 
Zahlreiche Votivgaben zeugen von erfüllten Wünschen und es gibt auch eine klare Quelle.
Es leben auch einige wenige Muslime, Hindus und Sikhs in der Gemeinde Marbach, diese verfügen jedoch über keine religiösen Einrichtungen und müssen die Moscheen oder Tempel in Luzern oder Bern nutzen.

### Herkunft und Nationalität
Von den Ende 2006 1204 Einwohnern waren 1190 Schweizer und nur 14 (1,2 %) Ausländer. Anlässlich der letzten Volkszählung waren 97,11 % (einschliesslich Doppelbürger 97,62 %) Schweizer Staatsangehörige. Die wenigen Ausländer kommen aus Portugal, Serbien-Montenegro, Sri Lanka, Mazedonien, den Niederlanden und Deutschland.

## Wirtschaft
Die Wirtschaft Marbachs ist durch Land- und Alpwirtschaft und in zunehmendem Masse auch durch den Tourismus gekennzeichnet.

### Tourismus
In Marbach gibt es einen Campingplatz, fünf Gaststätten mit Übernachtungsmöglichkeiten und zahlreiche Ferien- und Zweitwohnungen. Das kleine Ski- und Wandergebiet umfasst eine Bergbahn und zwei Skilifte. 
Die Marbachegg ist einer von drei Orten in der Schweiz, wo noch Grasski gefahren wird. 2019 wurde die Grasski-Weltmeisterschaft ausgetragen.

### Verkehr
Der Ort liegt an keiner Bahnlinie. Erschlossen ist Marbach durch die Postautolinie Escholzmatt-Kemmeriboden. Escholzmatt hat eine Bahnstation an der Linie Luzern-Wolhusen-Bern.
Die ehemalige Gemeinde liegt an der Strasse von Luzern nach Thun über den Schallenberg. Alle Autobahnanschlüsse sind weit entfernt. Die nächstgelegenen sind Thun-Nord und Kiesen an der A6.

## Geschichte

Luftbild (1957)

Ums Jahr 1290 geriet Marbach unter die Herrschaft der Habsburger, während es vorher im Besitz der Freiherren von Wolhusen gewesen war. Die niedere Gerichtsbarkeit übte lange die Benediktinerabtei Trub aus. Die Ortschaft wird erstmals im Habsburger Urbar 1306 als Marpach namentlich erwähnt. Wegen der Abhängigkeit von habsburgischen Vögten versuchte sich das Entlebuch freizukaufen. Insbesondere der Landvogt Peter von Thorberg machte sich bei den freiheitsliebenden Bauern unbeliebt. Die Entlebucher verburgrechteten sich 1385 ein erstes, am 13. März 1396 ein zweites Mal mit der Stadt Luzern. Mit Ausnahme der Gemeinden Escholzmatt und Marbach kam das Entlebuch im Jahr 1405 endgültig unter luzernische Herrschaft. Marbach, Escholzmatt und Trub gehörten zum Landgericht Ranflüh. Da die Stadt Bern im Jahr 1408 die Gerichtsbarkeit über das Landgericht Ranflüh erworben hatte, pochten sowohl Luzern wie Bern auf ihr Besitzrecht an Marbach. Beide Städte legten ihren Streit erst mit dem Vertrag der Völligen Richtung im Jahr 1470 bei. Trub fiel an Bern – Escholzmatt und Marbach ans Entlebuch und somit an Luzern. Bis 1798 bildeten die letzteren Gemeinden das sogenannte obere Entlebuch. Von 1798 bis 1803 gehörte die Gemeinde zum Distrikt Schüpfheim, seither zum damals neu geschaffenen Amt Entlebuch.

## Sehenswürdigkeiten
Neben der schönen Barockkirche aus dem 18. Jahrhundert verfügt das kleine Zentrum auch noch über einige schöne Häuser im typischen voralpinen Stil. Ferner gibt es einen Kreuzweg, der zu einer der heiligen Stätte von Lourdes nachgebildeten Grotte der Jungfrau Maria führt. Die Marbachegg und das UNESCO-Biosphärenreservat Entlebuch-Schrattenfluh sind attraktive Ausflugsziele.

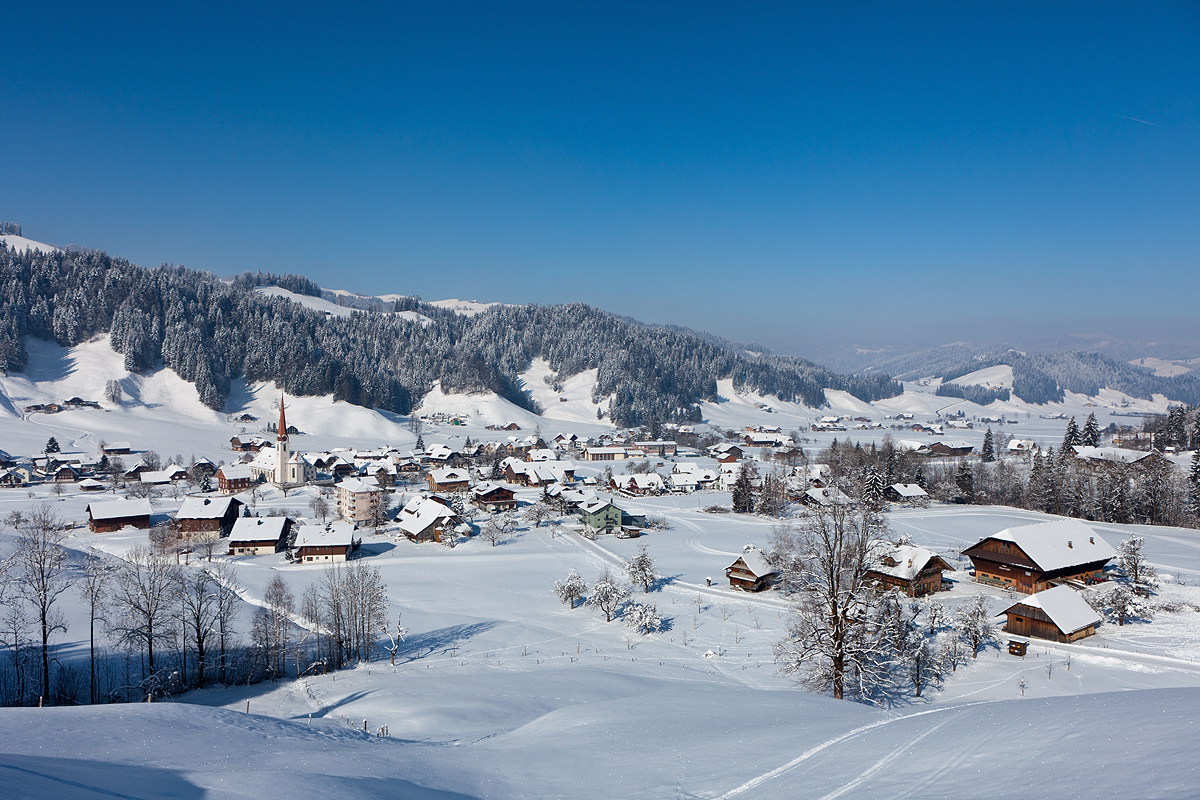
Marbach im Entlebuch
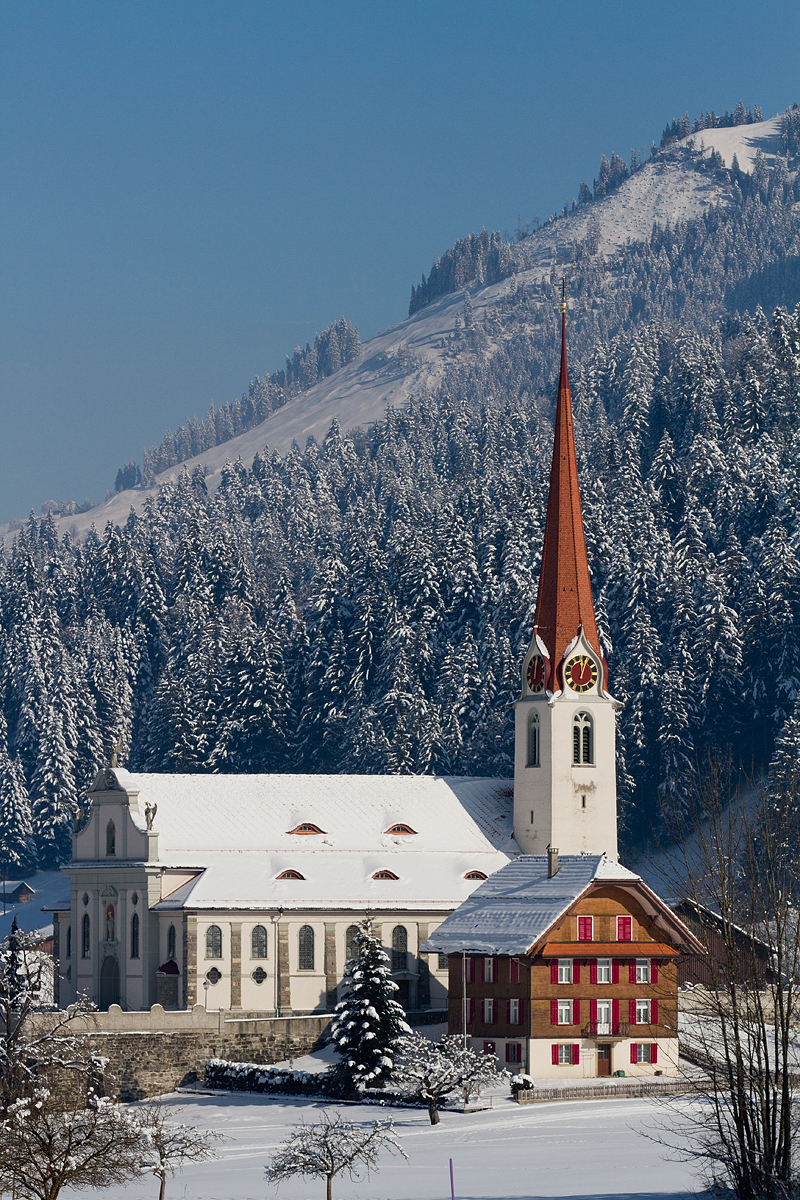
Kirche mit Pfarrhof
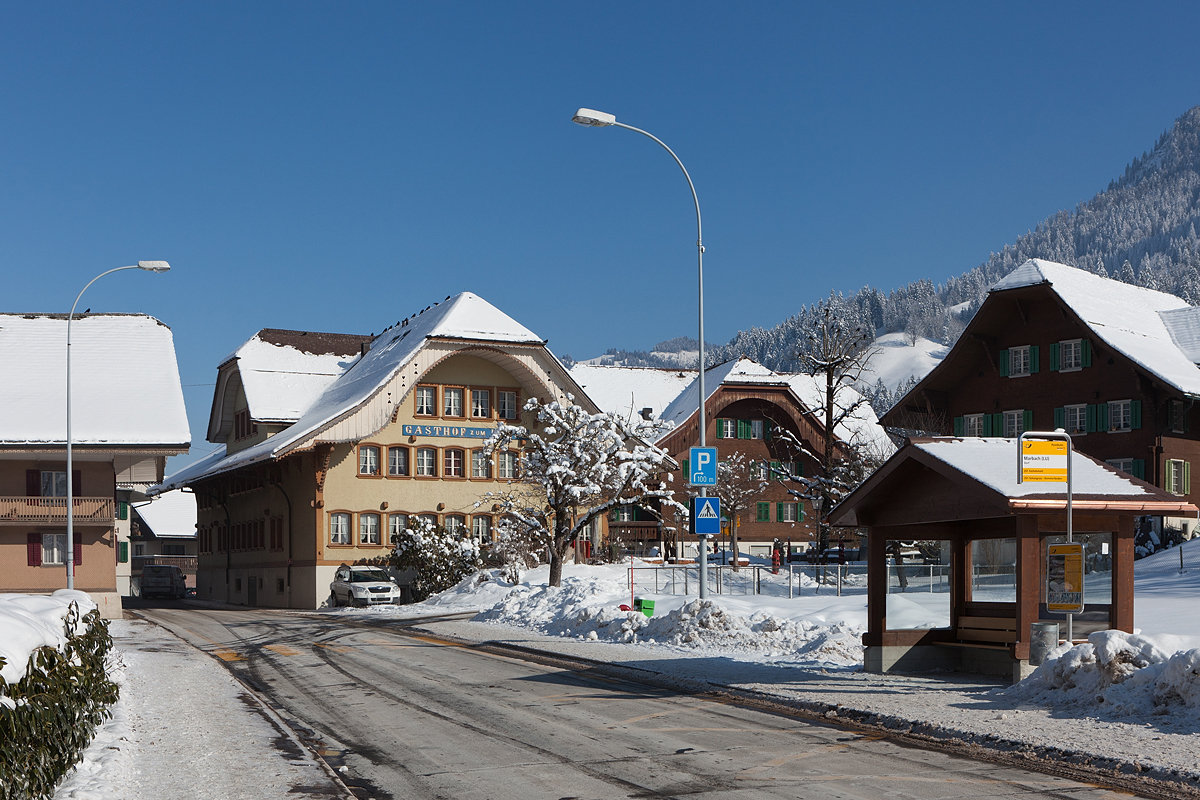
Marbachs Dorfkern
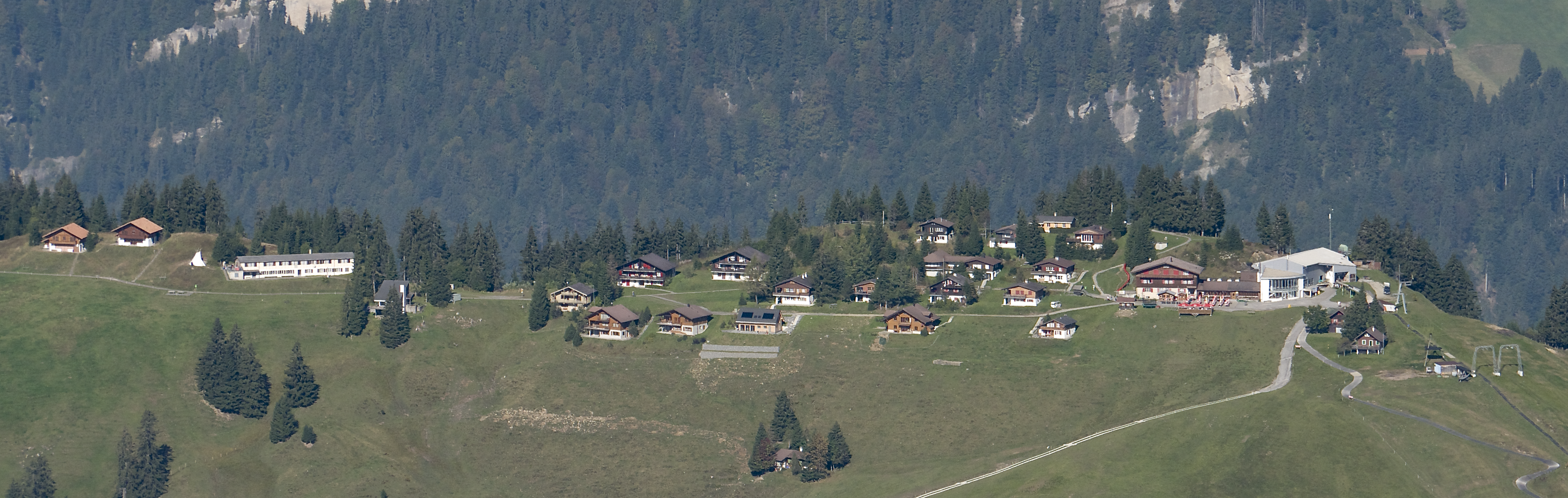
Marbachegg von der Schrattenfluh her

## Persönlichkeiten
- Albert Benz (1927–1988), Komponist und Dirigent
- Josef «Sepp» Haas (1937–2024), Skilangläufer und -trainer sowie Politiker